# Melissa Benoist
Melissa Marie Benoist (Houston, 4 de octubre de 1988), conocida como Melissa Benoist, es una actriz estadounidense. Saltó a la fama en 2012 por su papel de Marley Rose en la serie de comedia musical Glee de FOX, y por su papel de Kara Zor-El en la serie de televisión Supergirl de Warner Bros.
Previamente a su popularidad, Melissa ha aparecido en varias series de televisión como Homeland, The Good Wife y Law & Order. 
Su debut en el cine fue en la película Tennessee. En 2014, Benoist apareció en la película Whiplash, que ganó varios premios importantes y obtuvo críticas positivas de la prensa. En 2015, se unió al elenco de la serie de televisión Supergirl para interpretar el personaje principal de la serie (Kara Danvers), emitida por CBS (más tarde en The CW) y estrenada el 26 de octubre del 2015.

## Primeros años
Melissa Benoist nació el 4 de octubre de 1988 en Houston, Texas, hija de Julie Smith y Jim Benoist. Tiene dos hermanas, llamadas Jessica y Kristina; y tiene cinco medio hermanos de otro matrimonio de su padre, llamados Tanner, Estella, Coco, Rocket y Tor. Benoist ha realizado gran cantidad de espectáculos de teatro extracurriculares, entre los que se destacan la obra Evita. En 2007 se graduó de la Arapahoe High School, ubicada en la ciudad de Centennial, Colorado, y en 2011 se graduó en el Marymount Manhattan College de Nueva York.

## Carrera profesional

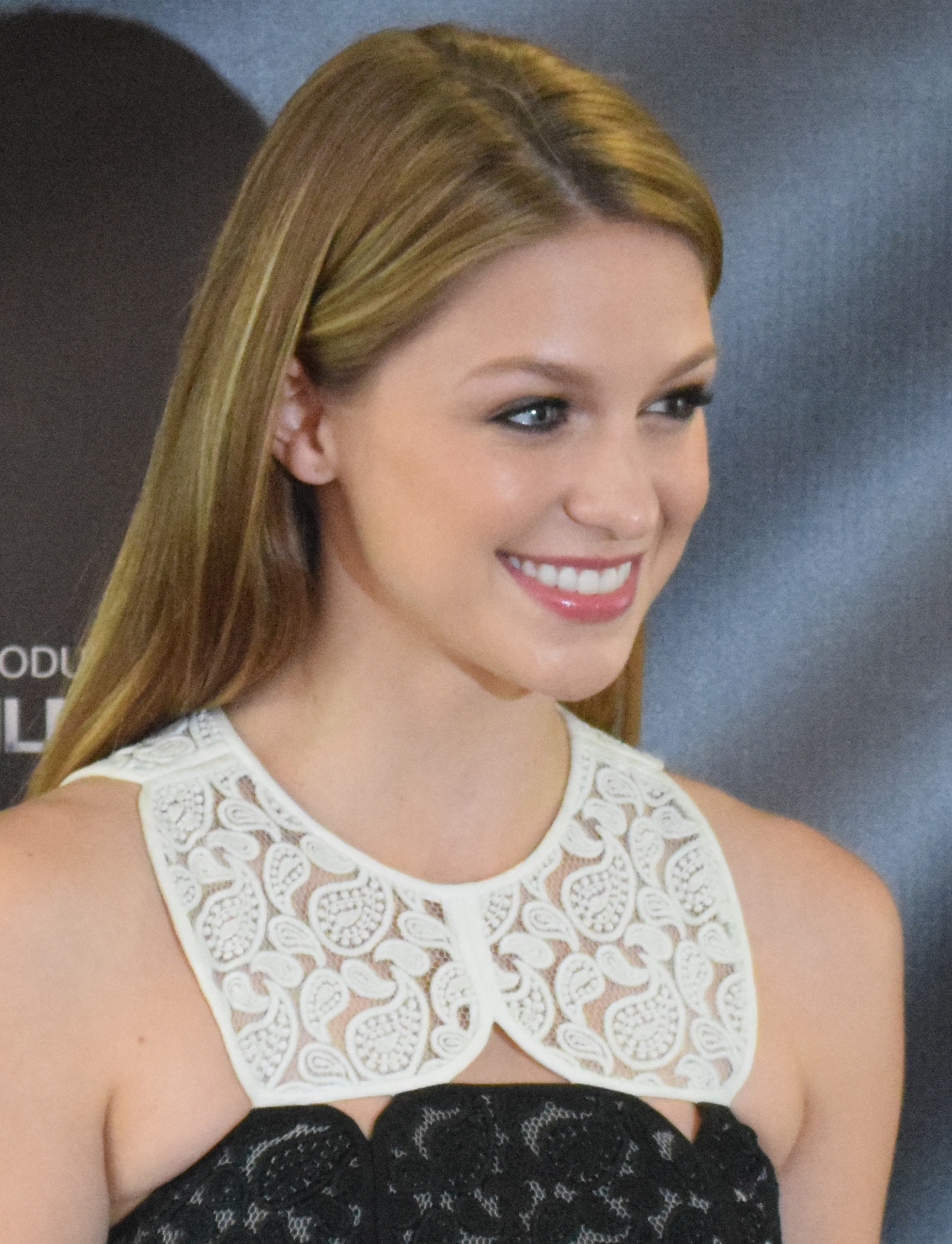
Benoist en el estreno de Band of Robbers en 2015

Melissa Benoist realizó su debut cinematográfico en la película Tennessee, de 2008, en donde interpretó el papel de Laurel a la edad de 19 años.
En mayo de 2012, audicionó para Glee en el Roundabout Theatre Company, en Nueva York. Cantó canciones diferentes para sus cinco audiciones: "Fidelity" de Regina Spektor, "King of Anything" de Sara Bareilles, una canción de Colbie Caillat y algunas canciones de teatro musical. En julio de ese mismo año tenía dos pruebas de pantalla en California con Ryan Murphy, los directores de casting y productores ejecutivos. Debido a que los creadores habían estado buscando al personaje de Marley durante mucho tiempo, al verla se comenzó a trabajar de inmediato. Su papel de Marley Rose la llevó a su primera nominación en los Teen Choice Awards 2013, en la categoría de estrella revelación; este premio fue ganado por su ex—pareja, Blake Jenner.
En julio de 2013, fue fichada para Danny Collins (anteriormente llamada Imagine), una película independiente, en el papel de Jamie, una recepcionista en un hotel frecuentado por una de sus estrellas de rock favoritas de todos los tiempos.
En junio de 2014, se unió a la película The Longest Ride una adaptación de la novela homónima de Nicholas Sparks en la que interpretó el papel de Marcia, la mejor amiga de la protagonista.

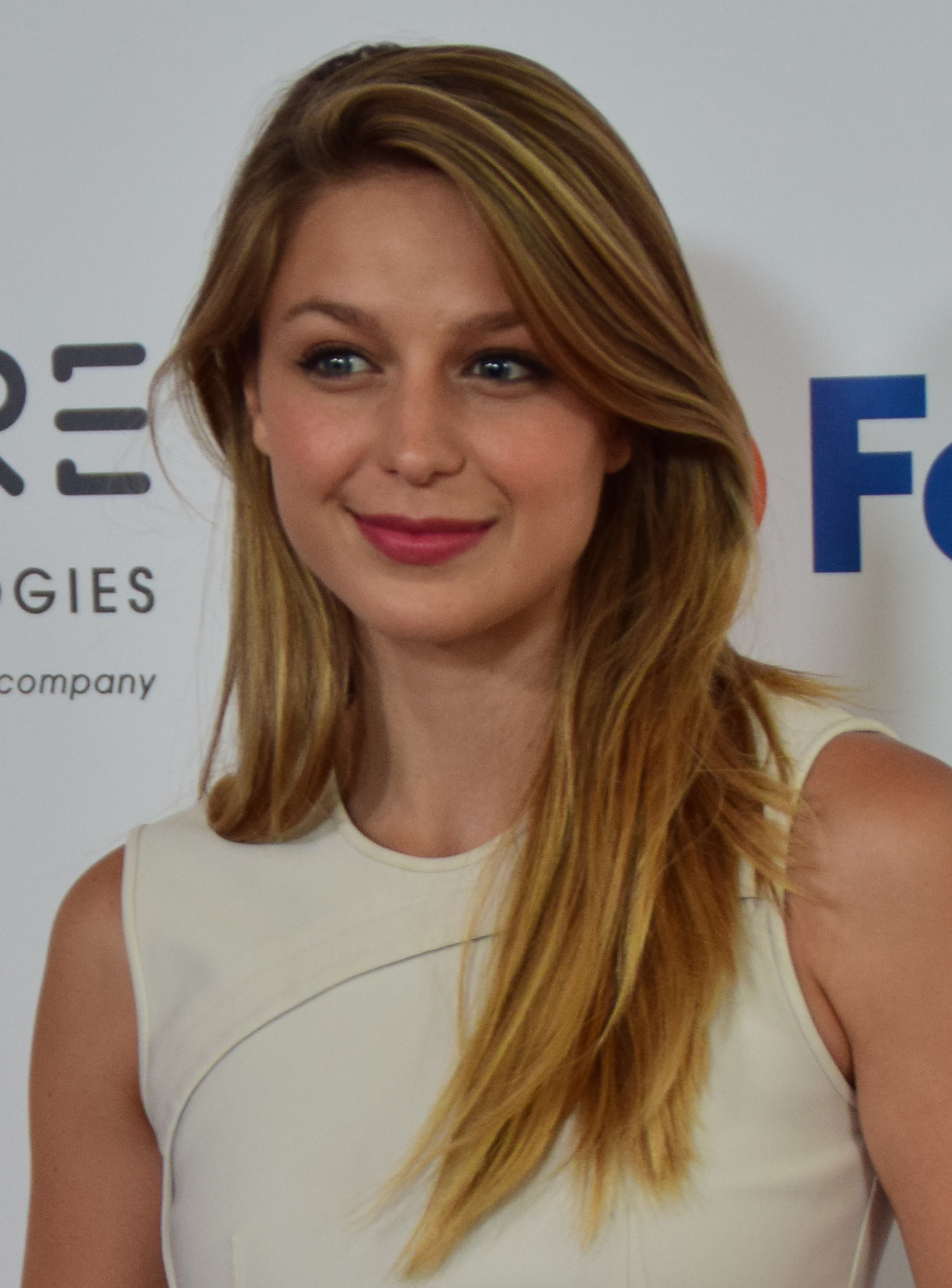
Benoist en 2015

En septiembre de 2014, el semanario Variety comunicó que Benoist fue elegida para protagonizar la película Band of Robbers para interpretar el papel de Becky Thatcher. La película se estrenó el 13 de junio de 2015 en el Festival de Cine de Los Ángeles.
En enero de 2015, se informó que Benoist fue fichada para el papel principal de Kara Zor-El, en la serie de televisión de aventura y fantasía de la cadena CBS, llamada Supergirl.
En mayo de 2015, se anunció que Benoist interpretará a Lorelai en la película Low Riders, Sustituyendo a las actrices Lily Collins y Nicola Peltz, que estaban en conversaciones para el papel previamente.
En agosto de 2015, Benoist obtuvo el papel principal en próxima película dramática denominada Oxford, junto a Sam Heughan como el protagonista masculino de la misma.

## Aspectos de los medios
Melissa Benoist y Darren Criss aparecieron con Josh Duhamel en la apertura de los Kids Choice Awards 2013.
Melissa Benoist, Jacob Artist, Dean Geyer y Becca Tobin fueron elegidos como embajadores para el nuevo producto de Coca Cola, P10 300 ml Coke. En junio de 2013, fueron trasladados a Manila, Filipinas para apoyar el producto, donde visitaron diferentes centros comerciales y tuvieron reuniones con los fanes.

## Vida privada
Melissa Benoist estuvo con el coprotagonista de Glee, Blake Jenner, desde 2012; los dos anunciaron su compromiso el 11 de julio de 2013. En marzo de 2015, confirmaron durante el evento de Comic-Con haberse casado en una boda privada. El 27 de diciembre de 2016 Melissa presentó los papeles de divorcio alegando “diferencias irreconciliables”. El divorcio finalizó en diciembre de 2017.
También en 2015, Benoist sufrió una lesión que le rasgó el iris. El incidente provocó que una pupila se agrandara permanentemente. En noviembre de 2019 en un video de Instagram, Benoist reveló que la lesión en su iris se debió a que le arrojaron[¿quién?] un iPhone durante una disputa doméstica, en una relación marcada por la violencia doméstica repetida. Anteriormente, se decía que la lesión había sido causada cuando ella bajó las escaleras y cayó en una maceta. Actualmente está casada con el actor Chris Wood. 
Melissa Benoist es la mejor amiga de Chyler Leigh, y los hijos de esta la llaman "tía Melissa".

### Filtración de fotografías
En septiembre de 2014, se filtraron fotografías comprometedoras de Melissa Benoist y su exnovio filtradas como parte de The Fappening. Ella cree que las fotos fueron obtenidas de su cuenta de iCloud por un hacker. Benoist respondió en una entrevista con TED en Clickbait, afirmando que "estos temas no deben ser apoyados".

## Filmografía

### Cine
| Año  | Título                        | Personaje                |
| ---- | ----------------------------- | ------------------------ |
| 2008 | Tennessee                     | Laurel – 18 años de edad |
| 2014 | Whiplash                      | Nicole                   |
| 2015 | Danny Collins                 | Jamie                    |
| 2015 | The Longest Ride              | Marcia                   |
| 2015 | Band of Robbers               | Becky Thatcher           |
| 2016 | Lowriders                     | Lorelai                  |
| 2016 | Patriots Day                  | Katherine Russell        |
| 2017 | Billy Boy                     | Jennifer                 |
| 2017 | Sun Dogs                      | Tally Petersen           |
| 2019 | Jay and Silent Bob The Reboot | Chronic                  |
| 2022 | Clerks III                    |                          |

### Televisión
| Año       | Título                            | Personaje                | Notas                                            |
| --------- | --------------------------------- | ------------------------ | ------------------------------------------------ |
| 2010      | Law & Order: Criminal Intent      | Jessalyn Kerr            | Episodio: "Delicate"                             |
| 2010      | Blue Bloods                       | Renee                    | Episodio: "Privilege"                            |
| 2010      | Law & Order: Special Victims Unit | Ava                      | Episodio: "Wet"                                  |
| 2010      | The Good Wife                     | Molly                    | Episodio: "Nine Hours"                           |
| 2011      | Homeland                          | Stacy Moore              | 2 episodios                                      |
| 2012-2014 | Glee                              | Marley Rose              | 35 episodios                                     |
| 2013      | MasterChef                        | Ella misma               | 1 episodio                                       |
| 2015-2021 | Supergirl                         | Kara Danvers / Supergirl | 124 episodios                                    |
| 2016-2019 | The Flash                         | Kara Danvers / Supergirl | 5 episodios                                      |
| 2016-2020 | Arrow                             | Kara Danvers / Supergirl | 5 episodios                                      |
| 2016-2020 | DC's Legends of Tomorrow          | Kara Danvers / Supergirl | 3 episodios                                      |
| 2017-2018 | Freedom Fighters: The Ray         | Kara Zor-El / Overgirl   | Voz, 8 episodios                                 |
| 2018      | Waco                              | Rachel Koresh            | 6 episodios                                      |
| 2019      | Batwoman                          | Kara Danvers / Supergirl | 1 episodio                                       |
| 2020      | Robot Chicken                     | Laura / Malorie Hayes    | Voz, 1 episodio                                  |
| 2024      | Girls on the Bus                  | Sadie McCarthy           | Elenco principal, serie de TV Max (10 episodios) |

## Teatro
| Año  | Título                                       | Personaje             | Notas                                          |
| ---- | -------------------------------------------- | --------------------- | ---------------------------------------------- |
| 2000 | The Sound of Music                           | Pequeña Brigitta      | Producción de Littleton Town Hall Arts Center  |
| 2006 | Bye Bye Birdie                               | Kim McAfee            | Producción de Littleton Town Hall Arts Center  |
| 2006 | Un mes en el campo                           | Vera                  | Producción de Littleton Town Hall Arts Center  |
| 2006 | A Chorus Line                                | Bebe                  | Producción de Littleton Town Hall Arts Center  |
| 2007 | Rodger and Hammerstein's Cinderella          | Cinderella            | Producción de Littleton Town Hall Arts Center  |
| 2007 | Footloose                                    | Ariel Moore           | Producción de Littleton Town Hall Arts Center  |
| 2007 | Evita                                        | Joven señora de Perón | Producción de Country Dinner Playhouse's final |
| 2009 | Thoroughly Modern Millie                     | Millie Dilmount       | Producción de Marymount Manhattan College      |
| 2009 | Como gustéis                                 | Rosalind              | Producción de Marymount Manhattan College      |
| 2011 | The Unauthorized Biography of Samantha Brown | Kelly                 | Producción de Goodspeed Musical                |
| 2018 | Beautiful: The Carole King Musical           | Carole King           | Desde el 7 de junio al 4 de agosto             |

## Premios y nominaciones
| Año  | Premio                       | Categoría                                | Trabajo   | Resultado | Ref.   |
| ---- | ---------------------------- | ---------------------------------------- | --------- | --------- | ------ |
| 2013 | Teen Choice Awards           | Estrella Revelación                      | Glee      | Nominada  | [ 24 ] |
| 2016 | Premios Saturn               | Mejor interpretación de una actriz joven | Supergirl | Ganadora  | [ 25 ] |
| 2016 | Premios Saturn               | Mejor Actriz en Televisión               | Supergirl | Nominada  | [ 26 ] |
| 2017 | Premios Saturn               | Mejor Actriz en Televisión               | Supergirl | Ganadora  | [ 27 ] |
| 2017 | Teen Choice Awards           | Elección actriz de acción en TV          | Supergirl | Ganadora  | [ 28 ] |
| 2017 | Teen Choice Awards           | Choice Liplock (con Chris Wood)          | Supergirl | Nominada  | [ 28 ] |
| 2017 | Teen Choice Awards           | Choice TV Ship (con Chris Wood)          | Supergirl | Nominada  | [ 28 ] |
| 2018 | Premios Saturn               | Mejor Actriz en Televisión               | Supergirl | Nominada  | [ 29 ] |
| 2018 | Teen Choice Awards           | Elección Actriz de serie de acción       | Supergirl | Ganadora  | [ 30 ] |
| 2019 | Teen Choice Awards           | Mejor actriz de programa de acción       | Supergirl | Nominada  | [ 31 ] |
| 2021 | Critics' Choice Super Awards | Mejor actriz en una serie de superhéroes | Supergirl | Nominada  | [ 32 ] |